# Blek diamantnemertin
Blek diamantnemertin (Tetrastemma flavidum) är en djurart som tillhör fylumet slemmaskar, och som beskrevs av Ehrenberg 1828. Enligt Catalogue of Life ingår Blek diamantnemertin i släktet Tetrastemma och familjen Tetrastemmatidae, men enligt Dyntaxa är tillhörigheten istället släktet Tetrastemma, och ordningen Hoplonemertea. Arten är reproducerande i Sverige. Inga underarter finns listade i Catalogue of Life.